# Gene Nelson
Pour les articles homonymes, voir Nelson.
Gene Nelson est un acteur, réalisateur et danseur (occasionnellement chanteur) américain, né Eugene Leander Berg le 24 mars 1920 à Astoria (Oregon), mort le 16 septembre 1996 à Los Angeles (Californie).

## Biographie
Sous le nom de scène de Gene Nelson, il est acteur (voire danseur ou chanteur) dans vingt-quatre films américains — principalement au cours des années 1950 —, le premier étant La Fille du nord de Sidney Lanfield (avec Sonja Henie et Tyrone Power), sorti en 1939, comme figurant. Par la suite, mentionnons Escale à Broadway de David Butler (1951, avec Doris Day et S. Z. Sakall), Chasse au gang d'André De Toth (1954, avec Phyllis Kirk et Sterling Hayden) et Oklahoma ! de Fred Zinnemann (1955, avec Gordon MacRae et Gloria Grahame).
Évoquons aussi le film britannique Timeslip (en) de Ken Hughes (1955, avec Faith Domergue). Son dernier film comme acteur est S.O.B. de Blake Edwards (avec Richard Mulligan et Julie Andrews), sorti en 1981.
Toujours pour le grand écran, il est le réalisateur de six films américains sortis dans les années 1960, dont deux avec Elvis Presley, Salut, les cousins (1964) et C'est la fête au harem (1965).
Pour la télévision, il est acteur dans trente-huit séries à partir de 1954, la dernière étant Arabesque, avec un épisode diffusé en 1987. Entretemps, il apparaît notamment dans Gunsmoke (trois épisodes, 1959-1960), L'Homme à la Rolls (deux épisodes, 1963-1964) et L'Île fantastique (un épisode, 1982). S'y ajoutent trois téléfilms, diffusés respectivement en 1960, 1972 et 1973.
En outre, il est réalisateur sur quarante-huit séries, depuis L'Homme à la carabine (huit épisodes, 1961-1962) jusqu'à L'Île fantastique (un épisode, 1979). Citons également Jinny de mes rêves (huit épisodes, 1965) et La Nouvelle Équipe (dix-huit épisodes, 1968-1971).
De plus, il réalise six téléfilms disséminés de 1964 à 1980, dont Wake Me When the War Is Over (1969, avec Ken Berry et Eva Gabor).
Enfin, au théâtre, Gene Nelson joue à Broadway dans deux revues, la première étant This Is the Army en 1942, sur une musique d'Irving Berlin (avec Burl Ives et Gary Merrill). Notons sa participation à l'adaptation au cinéma sortie en 1943, sous le même titre original, de cette revue (réalisation de Michael Curtiz, avec George Murphy et Joan Leslie). Suit une seconde revue représentée de décembre 1948 à janvier 1950, Lend an Ear (en) (avec Carol Channing et William Eythe).
Puis il revient à Broadway pour la création de la comédie musicale dramatique Follies, sur une musique de Stephen Sondheim, jouée d'avril 1971 à juillet 1972, avec Alexis Smith et John McMartin. Enfin, il contribue à la reprise d'une seconde comédie musicale en 1974-1975, Good News (en) (avec Alice Faye et Stubby Kaye).
Pour sa contribution au cinéma, une étoile lui est dédiée sur le Walk of Fame d'Hollywood Boulevard.

## Filmographie

### Cinéma
Acteur (sélection)

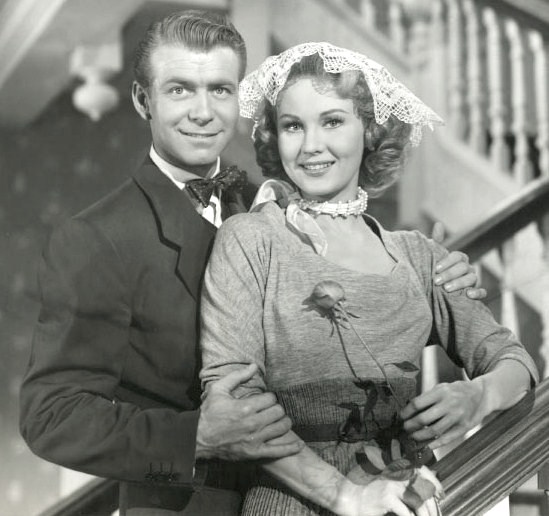
Avec Virginia Mayo, dans La Collégienne en folie (1952, photo promotionnelle)

- 1939 : La Fille du nord (Second Fiddle) de Sidney Lanfield : Un figurant
- 1943 : This Is the Army de Michael Curtiz : Un soldat
- 1947 : Le Mur invisible (Gentleman's Agreement) d'Elia Kazan : Le deuxième ancien GI au restaurant
- 1947 : Embrassons-nous (I Wonder Who's Kissing Her Now) de Lloyd Bacon : Tommy Yale
- 1948 : L'Amour sous les toits (Apartment for Peggy) de George Seaton : Jerry
- 1950 : Les Filles à papa (The Daughter of Rosie O'Grady) de David Butler : Doug Martin
- 1950 : No, no, Nanette (Tea for Two) de David Butler : Tommy Trainor
- 1950 : Les Cadets de West Point (The West Point Story) de Roy Del Ruth : Hal Courtland
- 1951 : Escale à Broadway (Lullaby of Broadway) de David Butler : Tom Farnham
- 1951 : Elle cherche un millionnaire (Painting the Clouds with Sunshine) de David Butler
- 1951 : La Ronde des étoiles (Starlift) de Roy Del Ruth : lui-même
- 1952 : La Collégienne en folie (She's Working Her Way Through College) d'H. Bruce Humberstone : Don Weston
- 1953 : Catherine et son amant (She's Back on Broadway) de Gordon Douglas : Gordon Evans
- 1953 : Trois Marins et une fille (Three Sailors and a Girl) de Roy Del Ruth : Twitch
- 1954 : Chasse au gang (Crime Wave) d'André De Toth : Steve Lacey
- 1955 : So This Is Paris de Richard Quine : Al Howard
- 1955 : Timeslip de Ken Hughes (film britannique) : Mike Delaney
- 1955 : Oklahoma ! de Fred Zinnemann : Will Parker
- 1961 : The Purple Hills (en) de Maury Dexter : Gil Shepard
- 1981 : S.O.B. de Blake Edwards : Clive Lytell

Réalisateur (intégrale)
- 1962 : Hand of Death
- 1963 : Hootenanny Hoot
- 1964 : Salut, les cousins (Kissin' Cousins) (+ scénariste)
- 1964 : You Cheatin' Heart
- 1965 : C'est la fête au harem (Harum Scarum)
- 1967 : The Cool Ones (en) (+ adaptateur)

### Télévision
(séries, sauf mention contraire)
Acteur (sélection)
- 1958 : Maverick
  - Saison 1, épisode 21 Trail West to Fury d'Alan Crosland Jr. : Jim Hazlit
- 1959 : Bat Masterson
  - Saison 1, épisode 24 Brunette Bombshell d'Alan Crosland Jr. : Le commissaire de police Whit Morrison
- 1959 : Rawhide
  - Saison 2, épisode 4 Le Dernier Round (Incident of the Shambling Man) d'Andrew V. McLaglen : Dave Thompson
- 1959-1960 : Gunsmoke ou Police des plaines (Gunsmoke ou Marshal Dillon)
  - Saison 4, épisode 38 Blue Horse (1959) d'Andrew V. McLaglen et Ted Post : Hob Cannon
  - Saison 5, épisode 8 Saludos (1959) d'Andrew V. McLaglen : Foss
  - Saison 6, épisode 4 Say Uncle d'Andrew V. McLaglen : Hutch Nagle
- 1960 : Tom, Dick and Harry, téléfilm d'Oscar Rudolph : Tom Fellows
- 1962 : Ombres sur le soleil (Follow the Sun)
  - Saison unique, épisode 28 Not Aunt Charlotte! : Tod
- 1963 : 77 Sunset Strip
  - Saison 6, épisodes 2 à 5 Five, Parts I to V de William Conrad : Lindstrom
- 1963 : L'Homme à la Rolls (Burke's Law), première série
  - Saison 1, épisode 4 Who Killed Harris Crown? de Don Weis : Rick Mason
- 1967 : L'Homme de fer (Ironside)
  - Saison 1, épisode 8 Les Nombres qui tuent (Tagged for Murder) de Charles S. Dubin : Andy Sheldon
- 1972 : Family Flight, téléfilm de Marvin J. Chomsky : Le capitaine du porte-avions
- 1973 : A Brand New Life, téléfilm de Sam O'Steen : Harry
- 1974 : Les Rues de San Francisco (The Streets of San Francisco)
  - Saison 2, épisode 22 épisode 22 Expédition punitive (Rampage) : rôle non-spécifié
- 1982 : L'Île fantastique (Fantasy Island)
  - Saison 5, épisode 14 Le Père de la mariée / La Pierre à sifflet (Daddy's Little Girl / The Whistle) de Don Chaffey et Don Weis : Bert Wilson
- 1987 : Arabesque (Murder, She Wrote)
  - Saison 3, épisode 12 Le cadavre voyage en première (The Corpse Flew First Class) de Walter Grauman : Louis Metcalf

Réalisateur (sélection)

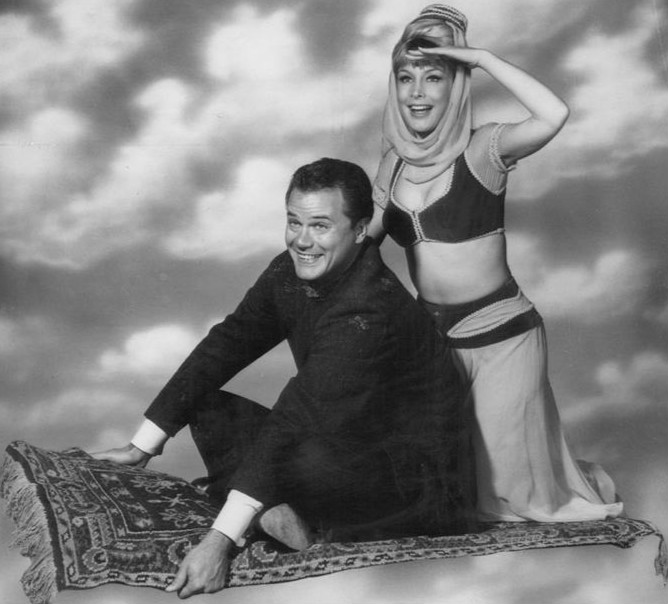
Série Jinny de mes rêves (réalisateur), avec Larry Hagman et Barbara Eden (1965, photo promotionnelle)

- 1961-1962 : L'Homme à la carabine (The Rifleman)
  - Saison 4, épisode 2 First Wages (1961), épisode 6 The Decision (1961), épisode 7 Knight Errant (1961), épisode 9 The Long Goodbye (1961), épisode 12 The High Country (1961), épisode 13 A Friend in Need (1961), épisode 17 The Quiet Fear (1962) et épisode 18 Sporting Chance (1962)
- 1964 : Archie, téléfilm
- 1964 : L'Homme à la Rolls (Burke's Law), première série
  - Saison 2, épisode 2 Who Killed Vaudeville (+ acteur : Danny Swift) et épisode 9 Who Killed the Richest Man in the World?
- 1965 : L'Île aux naufragés (Gilligan's Island)
  - Saison 1, épisode 24 Le Retour de Wrongway Feldman (The Return of Wrongway Feldman) (coréalisatrice : Ida Lupino)
- 1965 : Jinny de mes rêves (I Dream of Jeannie)
  - Saison 1, épisode 1 Mise en bouteille (The Lady in the Bottle), épisode 2 Mon héros (My Hero?), épisode 6 Meurtre en mer (The Yacht Murder Case), épisode 7 Qui a vu Jinny ? (Anybody Here Seen Jeannie?), épisode 8 La Femme parfaite (The Americanization of Jeannie), épisode 9 Jinny fait son cinéma (The Moving Finger), épisode 10 Secret de famille (Djinn and Water) et épisode 11 Un témoin gênant (Whatever Became of Baby Custer?)
- 1966 : Where's Everett, téléfilm
- 1967 : Laredo
  - Saison 2, épisode 20 Enemies and Brothers
- 1967 : Le Cheval de fer (Iron Horse)
  - Saison 2, épisode 3 Gallows for Bill Pardew, épisode 8 The Return of Hode Avery et épisode 14 Wild Track
- 1967-1968 : Brigage criminelle (Felony Squad)
  - Saison 1, épisode 25 Echo of a Killing (1967)
  - Saison 3, épisode 2 Jury of One (1968)
- 1967-1970 : Sur la piste du crime (The FBI)
  - Saison 2, épisode 29 The Extortionist (1967)
  - Saison 3, épisode 3 Blood Verdict (1967) et épisode 15 Act of Violence (1968)
  - Saison 5, épisode 4 Boomerang (1969), épisode 7 Flight (1969) et épisode 12 The Inside Man (1969)
  - Saison 6, épisode 7 The Innocents (1970)
- 1968 : Star Trek
  - Saison 2, épisode 16 Les Enchères de Triskelion (The Gamesters of Triskelion)
- 1968-1971 : La Nouvelle Équipe (The Mod Squad)
  - Saison 1, épisode 3 My What a Pretty Bus (1968), épisode 7 Find Tara Chapman! (1968 ; + acteur : Burt Koverly), épisode 13 The Sunday Drivers (1969), épisode 16 Shell Game (1969), épisode 20 A Reigh of Guns (1969), épisode 22 Child of Sorrow, Child of Light (1969), épisode 23 Keep the Faith, Baby (1969) et épisode 25 Peace Now – Arly Blau (1969)
  - Saison 2, épisode 1 The Girl in Chair Nine (1969), épisode 7 Confrontation! (1969), épisode 20 Mother of Sorrow (1970), épisode 22 A Time for Remembering (1970), épisode 24 Call Back Yesterday (1970) et épisode 26 The Loser (1970)
  - Saison 3, épisode 3 Who Are the Keepers, Who Are the Inmates? (1970), épisode 5 The Song of Willie (1970), épisode 15 A Double for Danger (1971) et épisode 20 A Double for Danger (1971)
- 1969 : Wake Me When the War Is Over, téléfilm (+ producteur)
- 1969 : Hawaï police d'État (Hawaii Five-0)
  - Saison 2, épisode 13 Un jeu dangereux (The Joker's Wild, Man, Wild)
- 1973 : The Letters, téléfilm (coréalisateur : Paul Krasny)
- 1973 : L'Homme de fer (Ironside)
  - Saison 7, épisode 9 Mind for Murder
- 1973-1974 : Cannon
  - Saison 3, épisode 5 Erreur sur la personne (Target in the Mirror, 1973) et épisode 19 Où est passée Jennifer ? (Where's Jennifer?, 1974)
- 1974 : Barnaby Jones
  - Saison 2, épisode 21 Dark Legacy
- 1975 : Starsky et Hutch (Starsky and Hutch)
  - Saison 1, épisode 4 La Randonnée de la mort (Death Ride)
- 1975 : L'Homme invisible (The Invisible Man)
  - Saison unique, épisode 9 Stop : Feu rouge (Stop When Red Lights Flash)
- 1976 : McNaughton's Daughter, téléfilm (coréalisateurs : Jack Arnold, Daniel Haller et Jerry London)
- 1978 : Quincy (Quincy, M.E.)
  - Saison 4, épisode 9 A Night to Raise the Dead
- 1979 : L'Île fantastique (Fantasy Island)
  - Saison 3, épisode 9 La Danseuse / L'Absence (Nobody's There / The Dancer)
- 1980 : Dan August : The Jealousy Factor, téléfilm (coréalisateur : George McCowan)

## Théâtre à Broadway (intégrale)
(comme interprète)
- 1942 : This Is the Army, revue, musique et lyrics d'Irving Berlin, livret de James McColl et Irving Berlin, mise en scène d'Ezra Stone et Joshua Logan : rôle(s) non-spécifié(s)
- 1948-1950 : Lend an Ear, revue, musique, lyrics et livret de Charles Gaynor, chorégraphie de Gower et Marge Champion, décors et costumes de Raoul Pène Du Bois : trois rôles de danseur
- 1971-1972 : Follies, comédie musicale dramatique, musique et lyrics de Stephen Sondheim, livret de James Goldman, mise en scène d'Harold Prince et Michael Bennett : Buddy Plummer
- 1974-1975 : Good News, comédie musicale, musique et lyrics de Ray Henderson, Buddy DeSylva et Lew Brown, livret de Laurence Schwab, Frank Mandel et Buddy DeSylva : Bill Johnson